# Plegaderus vulneratus
Plegaderus (Plegaderus) vulneratus – gatunek chrząszcza z rodziny gnilikowatych i podrodziny Abraeinae.

## Taksonomia
Gatunek opisany został w 1797 roku przez Georga Wolfganga Franza Panzera jako Hister vulneratus.

## Opis
Ciało długości od 1,4 do 1,8 mm, ubarwione smolisto-czarno, lśniące. Rowek poprzeczny przedplecza wąski, niezbyt głęboki, a boczny wałeczek na jego wysokości szeroko rozdzielony. Przedplecze przed rowkiem wypukłe i gęściej niż za nim punktowane. Przednia część wałeczka boczne gładka i wypukła, a tylna przypłaszczona. Pokrywy grubiej punktowane niż przód przedplecza i o słabej mikrorzeźbie. Ich bruzda barkowa niewyraźna, a szew gładki i wyniesiony. Propigidium i pygidium punktowane gęsto i drobno.

## Biologia i ekologia
Zamieszkuje w chodnikach różnych kornikowatych, a także innych ksylofagów podkorowych. Najczęstszy na sośnie, ale znajdowany też na świerku, dębie, topoli i iwie. Pokolenia są dwuletnie. Zimują larwy ostatniego stadium oraz imagines.

## Rozprzestrzenienie
Gatunek rozprzestrzeniony w całej Palearktyce. W Europie wykazany został z Albanii, Andory, Austrii, Białorusi, Belgii, Bośni i Hercegowiny, Bułgarii, Chorwacji, Czech, Danii, Estonii, europejskiej Turcji, Finlandii, Francji, Grecji, Hiszpanii, Holandii, byłej Jugosławii, Liechtensteinu, Litwy, Luksemburgu, Łotwy, Mołdawii, Norwegii, Polski, Rumunii, Rosji, w tym obwodu królewieckiego, Słowacji, Słowenii, Szwecji, Szwajcarii, Ukrainy, Węgier, Wielkiej Brytanii i Włoch.
W Polsce prawdopodobnie występuje wszędzie i jest najpospolitszym przedstawicielem rodzaju.